# Nachodka

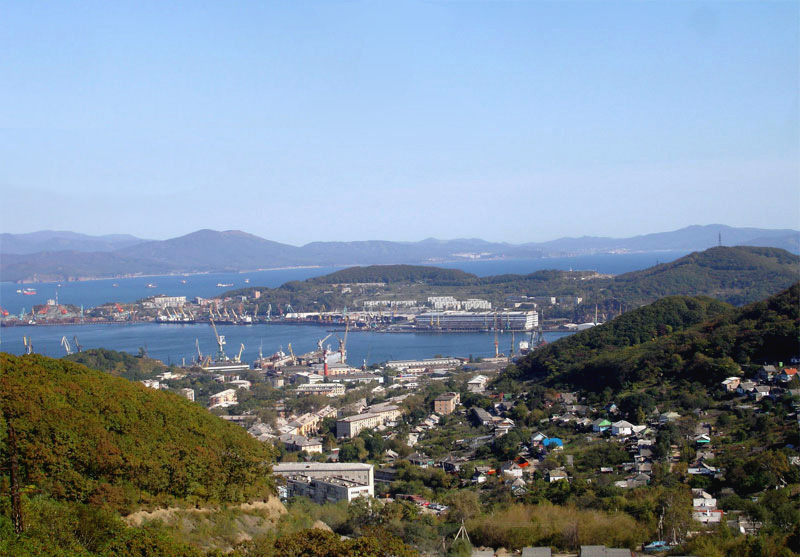
Vy över Nachodka.

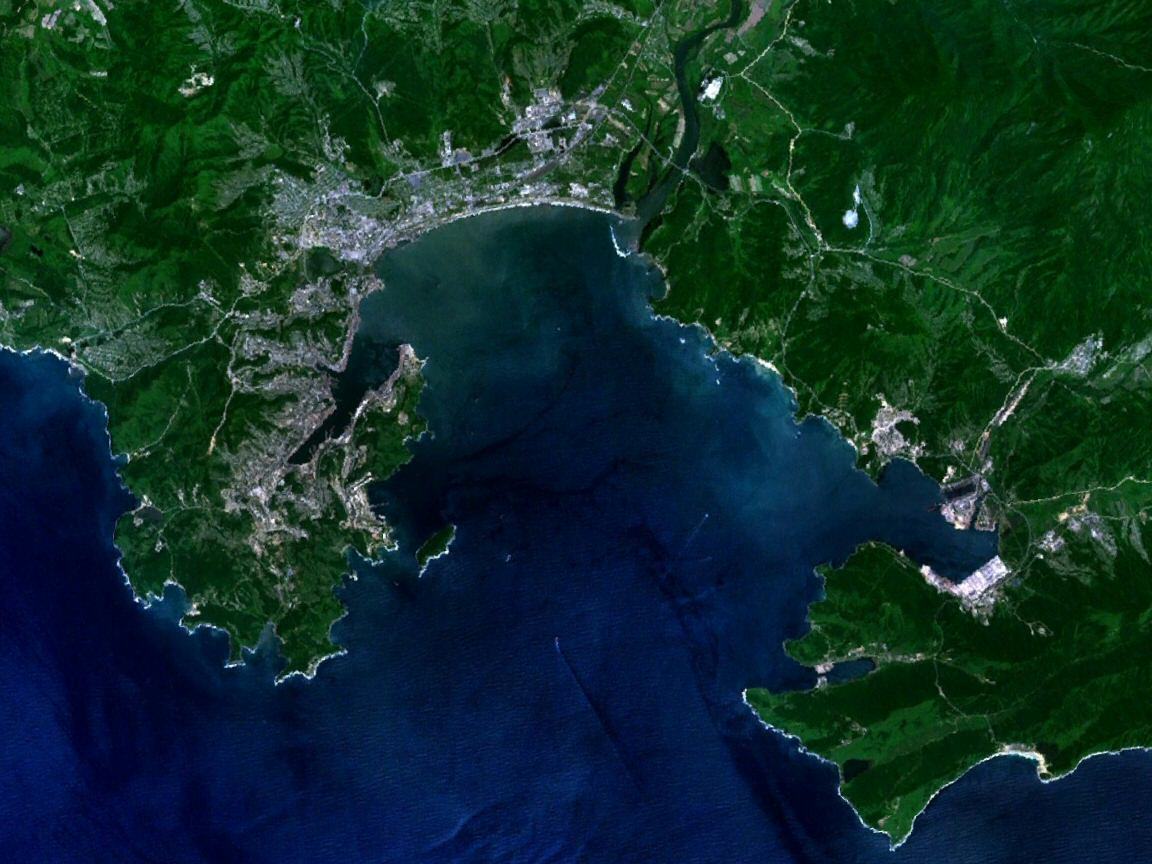
Satellitbild över Nachodkabukten.

Nachodka (ryska Нахо́дка) är den tredje största staden i Primorje kraj i Ryssland. Den är belägen cirka 85 kilometer öst om Vladivostok och har cirka 155 000 invånare. Staden är en av de östligaste storstäderna i Ryssland, på ett avstånd av ca 9 000 kilometer från Moskva.

## Historia
Bukten där staden ligger hade ingen permanent befolkning innan byn Amerikanka grundlades 1907. 1939 beslutade Sovjetunionen att en hamn skulle anläggas. Arbetet försenades av andra världskriget och hamnen kom i bruk 1947. Staden fick stadsprivilegier i maj 1950 och befolkningen var då runt 28 000. 1950 stängdes Vladivostok för utlänningar eftersom basen för Sovjetunionens stillahavsflotta förlades dit. I och med det utvecklades Nachodka till Rysslands viktigaste hamnstad i Östasien. Efter att Vladivostok öppnats upp igen 1991, och efter ryska finanskrisen 1998 har stadens ekonomi gått tillbaka.

## Administrativt område
Nachodka administrerar även områden utanför själva centralorten. 
| Stad/Ort  | Invånarantal 9 oktober 2002 | Invånarantal 14 oktober 2010 | Invånarantal 1 januari 2015 |
| --------- | --------------------------- | ---------------------------- | --------------------------- |
| Nachodka  | 148 826                     | 159 719                      | 155 722                     |
| Livadija  | 12 961                      | Ingen uppgift                | Ingen uppgift               |
| Vrangel   | 15 346                      | Ingen uppgift                | Ingen uppgift               |
| Landsbygd | 1 680                       | 1 041                        | 927                         |
| TOTALT    | 178 813                     | 160 760                      | 156 649                     |

Livadija och Vrangel är sammanslagna med centrala Nachodka sedan 2004.